# Jean Lespiau
 (décembre 2023).
Si vous disposez d'ouvrages ou d'articles de référence ou si vous connaissez des sites web de qualité traitant du thème abordé ici, merci de compléter l'article en donnant les références utiles à sa vérifiabilité et en les liant à la section « Notes et références ».
Pour l’écrivain français, voir David Lespiau.
Jean Lespiau, né le 29 janvier 1922 à Sorde-l'Abbaye (Landes) et mort le 13 novembre 1997 à Pessac (Gironde), est un résistant et homme politique français.

## Biographie
Jean Lespiau est l'aîné d'une famille de cinq enfants. Orphelin de mère à l'âge de dix ans, il devient apprenti sabotier à l'âge de douze ans, au lendemain de son certificat d'études. Combattant volontaire de la Résistance, il passera dix-huit mois dans l'illégalité totale avant la Libération. Son engagement politique et son dévouement lui valent d'importantes responsabilités. Il sera notamment élu député communiste de Landes (3e législature de l'Assemblée nationale).
Autodidacte, passionné d'histoire, Jean Lespiau écrira de nombreuses chroniques historiques landaises dans Les Landes républicaines, sur le mouvement social, la Résistance ou encore la révolution de 1789, etc. Il sera nommé chevalier des Palmes académiques pour sa contribution au concours scolaire de la Résistance et de la déportation.

## Détail des fonctions et des mandats
Mandat parlementaire
- 19 janvier 1956 - 8 décembre 1958 : Député des Landes

## Publication
- Regards historiques sur les luttes paysannes landaises : pour la fin du métayage (préf. André Bombezin), Mont-de-Marsan, CGA-Model, 1995, 426 p. (ISBN 287817075X, OCLC 643576490)